# Olympische Sommerspiele 1988/Kanu – Zweier-Canadier 1000 m (Männer)
Die Wettkämpfe im Zweier-Canadier über 500 Meter bei den Olympischen Sommerspielen 1988 wurden vom 26. bis 30. September auf der Misari Regattastrecke ausgetragen.
Olympiasieger wurde das sowjetische Team.

## Ergebnisse

### Vorläufe
Die jeweils ersten vier Boote qualifizierten sich direkt für das Halbfinale, die restlichen Boote für den Hoffnungslauf.

#### Vorlauf 1
| Rang | Athleten                            | Nation             | Zeit        |
| ---- | ----------------------------------- | ------------------ | ----------- |
| 1    | Victor Reneischi Nicolae Juravschi  | Sowjetunion        | 3:48,27 min |
| 2    | Christian Frederiksen Arne Nielsson | Dänemark           | 3:50,58 min |
| 3    | Andrew Train Stephen Train          | Großbritannien     | 3:55,90 min |
| 4    | David Frost Eric Smith              | Kanada             | 3:58,15 min |
| 5    | Mirko Nišović Matija Ljubek         | Jugoslawien        | 4:02,10 min |
| 6    | Gregory Steward Ronald Urick        | Vereinigte Staaten | 4:26,56 min |

#### Vorlauf 2
| Rang | Athleten                          | Nation           | Zeit        |
| ---- | --------------------------------- | ---------------- | ----------- |
| 1    | Grigore Obreja Gheorghe Andriev   | Rumänien         | 3:48,41 min |
| 2    | Pascal Sylvoz Didier Hoyer        | Frankreich       | 3:48,47 min |
| 3    | Tomáš Křivánek Waldemar Fibigr    | Tschechoslowakei | 3:54,38 min |
| 4    | Toshisuke Sakamoto Katsuya Toyama | Japan            | 4:09,29 min |
| 5    | Choi Chang-Hwan Park Gyeong-Cheol | Südkorea         | 4:23,51 min |

#### Vorlauf 3
| Rang | Athleten                    | Nation              | Zeit        |
| ---- | --------------------------- | ------------------- | ----------- |
| 1    | Olaf Heukrodt Ingo Spelly   | DDR                 | 3:40,82 min |
| 2    | Marek Dopierała Marek Łbik  | Polen               | 3:44,24 min |
| 3    | Gábor Takács Gusztáv Leikep | Ungarn              | 3:45,50 min |
| 4    | Hartmut Faust Wolfram Faust | BR Deutschland      | 3:52,43 min |
| 5    | Dejan Bonew Petar Boschilow | Bulgarien           | 4:01,42 min |
| 6    | Guo Daen Ke Hua             | Volksrepublik China | 4:15,50 min |

### Hoffnungsläufe
Die ersten drei Boote des Hoffnungslaufs erreichten das Halbfinale.
Obwohl das kanadische Boot im Vorlauf vor den Jugoslawen ins Ziel kam, weist der offizielle Ergbenisreport aus, dass das kanadische Boot in den Hoffnungslauf musste.
| Rang | Athleten                          | Nation              | Zeit        |
| ---- | --------------------------------- | ------------------- | ----------- |
| 1    | Guo Daen Ke Hua                   | Volksrepublik China | 4:06,60 min |
| 2    | Dejan Bonew Petar Boschilow       | Bulgarien           | 4:06,91 min |
| 3    | David Frost Eric Smith            | Kanada              | 4:06,93 min |
| 4    | Gregory Steward Ronald Urick      | Vereinigte Staaten  | 4:17,77 min |
| 5    | Choi Chang-Hwan Park Gyeong-Cheol | Südkorea            | 4:18,23 min |

### Halbfinalläufe
Die ersten drei Boote der Halbfinals erreichten das Finale.

#### Halbfinale 1
| Rang | Athleten                           | Nation              | Zeit        |
| ---- | ---------------------------------- | ------------------- | ----------- |
| 1    | Victor Reneischi Nicolae Juravschi | Sowjetunion         | 3:46,85 min |
| 2    | Pascal Sylvoz Didier Hoyer         | Frankreich          | 3:55,25 min |
| 3    | Gábor Takács Gusztáv Leikep        | Ungarn              | 3:59,08 min |
| 4    | Guo Daen Ke Hua                    | Volksrepublik China | 4:06,49 min |
| 5    | Toshisuke Sakamoto Katsuya Toyama  | Japan               | 4:09,20 min |

#### Halbfinale 2
| Rang | Athleten                        | Nation         | Zeit        |
| ---- | ------------------------------- | -------------- | ----------- |
| 1    | Marek Dopierała Marek Łbik      | Polen          | 3:50,45 min |
| 2    | Hartmut Faust Wolfram Faust     | BR Deutschland | 3:52,03 min |
| 3    | Grigore Obreja Gheorghe Andriev | Rumänien       | 3:53,76 min |
| 4    | David Frost Eric Smith          | Kanada         | 3:57,34 min |
| 5    | Andrew Train Stephen Train      | Großbritannien | 3:59,22 min |

#### Halbfinale 3
| Rang | Athleten                            | Nation           | Zeit        |
| ---- | ----------------------------------- | ---------------- | ----------- |
| 1    | Olaf Heukrodt Ingo Spelly           | DDR              | 3:50,10 min |
| 2    | Christian Frederiksen Arne Nielsson | Dänemark         | 3:51,62 min |
| 3    | Dejan Bonew Petar Boschilow         | Bulgarien        | 3:54,98 min |
| 4    | Tomáš Křivánek Waldemar Fibigr      | Tschechoslowakei | 3:56,15 min |
| 5    | Mirko Nišović Matija Ljubek         | Jugoslawien      | 3:59,04 min |

### Finale
| Rang | Athleten                            | Nation         | Zeit        |
| ---- | ----------------------------------- | -------------- | ----------- |
| 1    | Victor Reneischi Nicolae Juravschi  | Sowjetunion    | 3:48,36 min |
| 2    | Olaf Heukrodt Ingo Spelly           | DDR            | 3:51,44 min |
| 3    | Marek Dopierała Marek Łbik          | Polen          | 3:54,33 min |
| 4    | Christian Frederiksen Arne Nielsson | Dänemark       | 3:54,94 min |
| 5    | Hartmut Faust Wolfram Faust         | BR Deutschland | 3:55,62 min |
| 6    | Grigore Obreja Gheorghe Andriev     | Rumänien       | 3:56,56 min |
| 7    | Gábor Takács Gusztáv Leikep         | Ungarn         | 4:04,18 min |
| 8    | Pascal Sylvoz Didier Hoyer          | Frankreich     | 4:04,75 min |
| 9    | Dejan Bonew Petar Boschilow         | Bulgarien      | 4:11,62 min |

## Weblink
- Ergebnisse